# Associazione Calcio Monza 1914-1915
Questa voce raccoglie le informazioni riguardanti l'Associazione Calcio Monza nelle competizioni ufficiali della stagione 1914-1915.

## Stagione

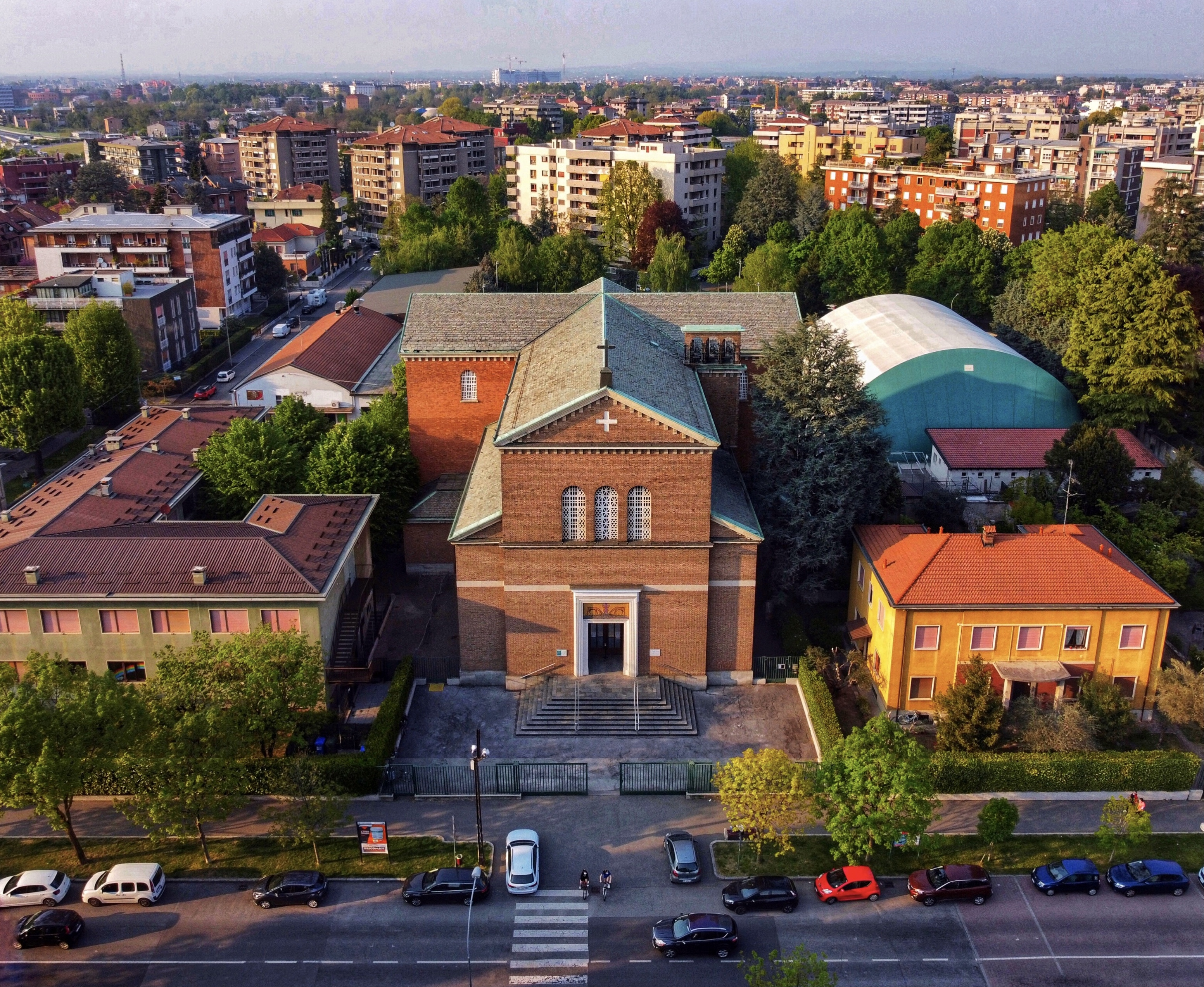
La Chiesa del Sacro Cuore nel 2021

Per potersi iscrivere al campionato di Promozione di questa stagione, il Monza riusce a recingere il campo di Triante per poter far pagare l'ingresso al campo venendo ammesso al massimo campionato regionale.
Data la partenza di alcuni giocatori della classe 1894 il Monza deve allineare molti giocatori giovanissimi la cui unica traccia è la fotografia pubblicata dal primo libro del Monza da Rocca e Vegetti a p. 166, visto che nessun giornale dell'epoca né sportivo (Gazzetta compresa) né di cronaca locale (Lambro, Cittadino e La Democrazia) ha pubblicato alcuna formazione delle gare di campionato.
Solo a fine campionato la dirigenza biancoazzurra, trovandosi nella situazione di dover rinnovare l'affitto in atto con il Comune di Monza, decise di cercare un altro terreno di gioco.
Trovatolo a minor distanza dal centro cittadino, e ben servito da una linea tramviaria adiacente, si optò per il terreno non più pubblico ma appartenente ad un privato e situato dietro la chiesa delle Grazie Vecchie a ridosso del muro del Parco di Monza a lato del fiume Lambro. 
Costruita una tribunetta in legno dal costo di 3 000 lire, Il Monza preannunciò la presenza delle squadre milanesi del Milan e della Juventus Italia invitando anche gli elvetici del Chiasso e un consigliere FIGC, l'avvocato Ulisse Baruffini. Il torneo per l'inaugurazione del nuovo campo sportivo si tenne sul campo delle Grazie Vecchie giovedì 13 maggio 1915.
Il torneo vide disputati solo due incontri perché le squadre erano incomplete a causa del preavviso di mobilitazione per l'inizio del conflitto mondiale che aveva visto partire diversi titolari di tutte le squadre: Chiasso-Milan (3-0) con tre reti di Carò e a seguire Monza-Juventus Italia (1-0) decisa da una rete di Gentili.

## Rosa
| N. |                   | Ruolo | Calciatore          |
| -- | ----------------- | ----- | ------------------- |
|    | Italia (bandiera) | D     | Bergomi             |
|    | Italia (bandiera) | C     | Arnaldo Boniardi    |
|    | Italia (bandiera) | P     | Ugo Capello         |
|    | Italia (bandiera) | C     | Castelli            |
|    | Italia (bandiera) | D     | Cereda              |
|    | Italia (bandiera) | A     | Ernesto Crespi      |
|    | Italia (bandiera) | D     | Martino Della Torre |

| N. |                   | Ruolo | Calciatore         |
| -- | ----------------- | ----- | ------------------ |
|    | Italia (bandiera) | D     | Luigi Fossati      |
|    | Italia (bandiera) | C     | Santo Macchi       |
|    | Italia (bandiera) | D     | Francesco Mandelli |
|    | Italia (bandiera) | C     | Santo Meregalli    |
|    | Italia (bandiera) | A     | Carlo Luigi Riva   |
|    | Italia (bandiera) | A     | T. Rossi           |

## Risultati

### Promozione lombarda

#### Girone di andata
| Arbitro: | Ferradini (Milano) |

|     |           |                                              |
| Gol | Marcatori | 7’ Preti 10’, 60’ Cattaneo II 85’ Cattaneo I |

| Bergamo 15 novembre 1914 2ª giornata | Atalanta            | 0 – 3 | Monza | Campo di via Maglio del Lotto\| Arbitro: \| Trinchieri[10] (Milano) \| |
| Arbitro:                             | Trinchieri (Milano) |       |       |                                                                        |

| Monza 22 novembre 1914 3ª giornata | Monza            | 2 – 2 | Enotria | Campo di Triante\| Arbitro: \| Tradico (Milano) \| |
| Arbitro:                           | Tradico (Milano) |       |         |                                                    |

| Monza 29 novembre 1914 4ª giornata | Monza              | 3 – 3 | Trevigliese | Campo di Triante\| Arbitro: \| Franziosi (Milano) \| |
| Arbitro:                           | Franziosi (Milano) |       |             |                                                      |

| Arbitro: | Tradico (Milano) |

|                                         |           |           |
| Corbellini 27’ Crespi 70’, 87’ Uggè 84’ | Marcatori | Gol · Gol |

#### Girone di ritorno
| Arbitro: | Tradico (Milano) |

|                                                                |           |  |
| Cattaneo II 8’, 56’, 71’ (rig.) 79’ De Paoli 14’ Gariboldi 69’ | Marcatori |  |

| Monza 20 dicembre 1914 7ª giornata | Monza              | 0 – 1 | Atalanta | Campo di Triante\| Arbitro: \| Orlandini (Milano) \| |
| Arbitro:                           | Orlandini (Milano) |       |          |                                                      |

| Milano 7 marzo 1915 8ª giornata | Enotria            | 3 – 0 | Monza | Campo di via Colletta\| Arbitro: \| Signorini (Milano) \| |
| Arbitro:                        | Signorini (Milano) |       |       |                                                           |

| Treviglio 14 marzo 1915 9ª giornata | Trevigliese     | 5 – 0 | Monza | Campo di via Milano\| Arbitro: \| Quirci (Milano) \| |
| Arbitro:                            | Quirci (Milano) |       |       |                                                      |

| Monza 17 gennaio 1915 10ª giornata | Monza           | 1 – 4 | Fanfulla | Campo di Triante\| Arbitro: \| Quirci (Milano) \| |
| Arbitro:                           | Quirci (Milano) |       |          |                                                   |

### LIbri
- Lino Rocca, Giorgio Vegetti, Bianco su rosso la storia del Calcio Monza, Monza, Supplemento a "Il fedelissimo" stampato da Officina Grafica Brasca, 1977,  pp. 24. 25 e XXIV delle classifiche.
- Delbue, Fontanelli e Peduzzi, E non andremo mai in Serie A... 100 anni di MONZA almanacco biancorosso 1912-2012, Empoli (FI), Geo Edizioni S.r.l., 2012,  p. 37.
- Elio Corbani e Pietro Serina, Cent'anni di Atalanta, vol. 2, Bergamo, Sesaab, 2007, ISBN 978-88-903088-0-2.

### Giornali
- Gazzetta dello Sport, anni 1914 e 1915, consultabile presso le Biblioteche:
  - Biblioteca Civica di Torino;
  - Biblioteca nazionale braidense di Milano,
  - Biblioteca civica Berio di Genova,
  - Biblioteca Nazionale Centrale di Firenze,
  - Biblioteca Nazionale Centrale di Roma.
- Il Cittadino di Monza, settimanale di Monza (microfilmato) edito il giovedì (conservato dalla Biblioteca Comunale di Monza e Mediateca Santa Lucia a Milano, Via Moscova e disponibile online).